# شرکت تایم
 شرکت تایم  یکی از زیرمجموعه‌های تایم وارنر و تأسیس سال ۱۹۲۲ است. این شرکت ناشر بیش از ۱۳۰ عنوان مجله مختلف می‌باشد که شاخص‌ترین آن‌ها مجله اسپورتس ایلوستراتد، مجله تایم، مجله لایف و مجله پیپل است.
در آگوست ۲۰۱۰ اعلام شد خانم ان موور از ریاست شرکت کنارگیری کرده و جک گریفین در جایگاه وی قرار خواهد گرفت.

## پیوند
- وب‌گاه رسمی
- صفحه شرکت تایم در وب‌گاه تایم وارنر